# Fahri Tatan
Fahri Tatan (ur. 30 maja 1983 w Rize) – turecki piłkarz, grający na pozycji prawego pomocnika. Broni barw Kartalsporu.

## Kariera
Fahri Tatan był juniorem w klubie Çaykur Rizespor. W wieku 16 lat przeszedł do Fenerbahce Stambuł, jednak w pierwszym zespole debiutował dopiero w czwartym sezonie - 13 kwietnia 2003 w meczu przeciwko Gençlerbirliği SK, kiedy wszedł na boisko w 77. minucie, zmieniając Ali Günesa. W tym samym roku został sprzedany do Çaykur Rizespor, gdzie zaczął regularnie występować. W 2013 roku został zawodnikiem Kartalsporu.
W reprezentacji kraju zadebiutował 12 kwietnia 2006 roku przeciwko Azerbejdżanowi 12 kwietnia (1:1). Rozegrał w niej sześć spotkań, nie strzelając bramki.